# Arvydas Šliogeris

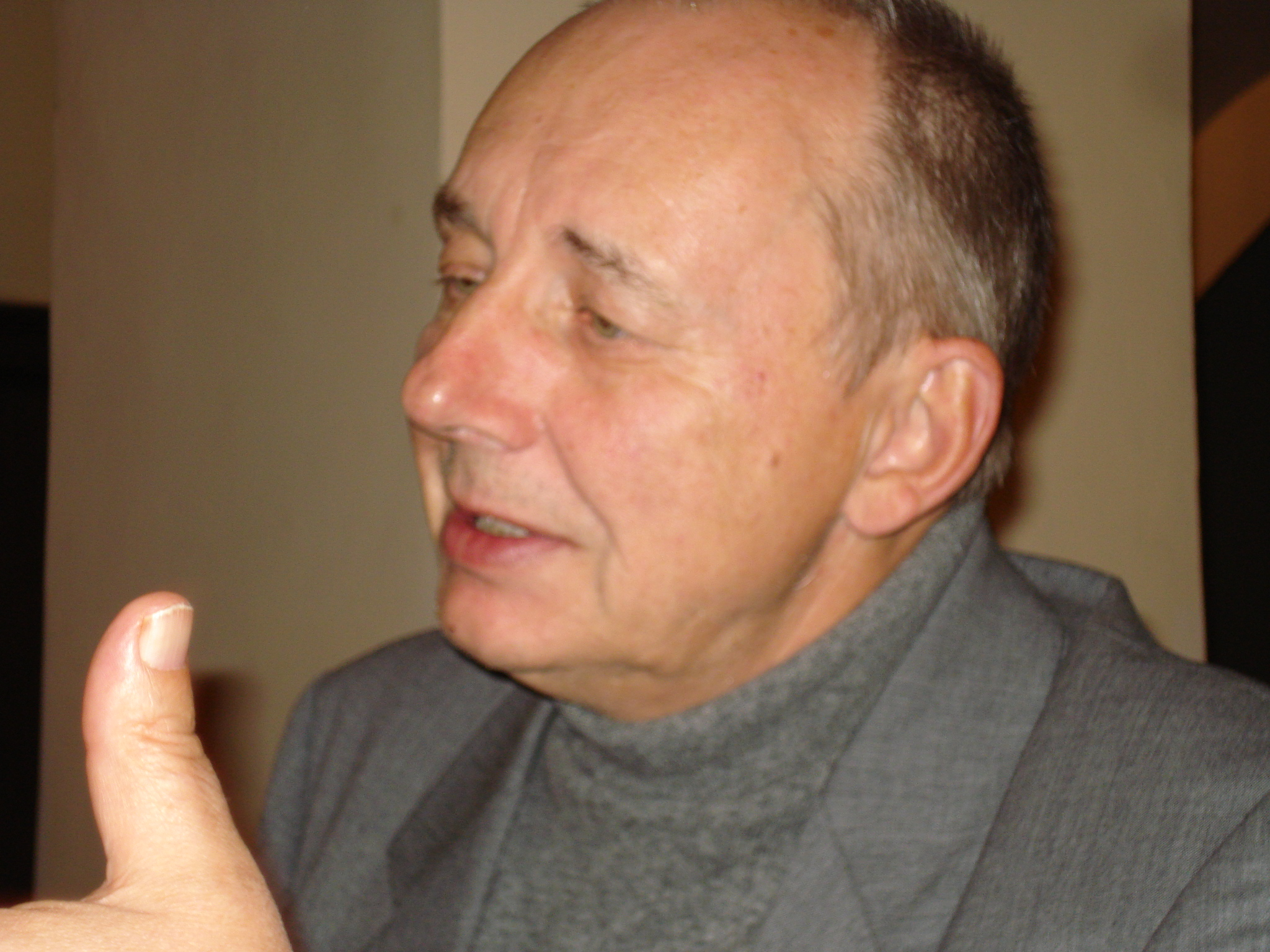
Arvydas Šliogeris, 2008 in Vilnius

Marijus Arvydas Šliogeris (* 12. September 1944 in Panevėžys, Litauen; † 18. Dezember 2019 in Vilnius) war ein litauischer Philosoph, Übersetzer und Forscher des deutschen Existentialismus, Essayist und Professor der Universität Vilnius (VU). 

## Leben
Marijus Arvydas Šliogeris lehrte an der VU und der Pädagogischen Universität Vilnius, leitete den Lehrstuhl für Philosophie der Philosophiefakultät der VU und war Mitglied der Litauischen Wissenschaftsakademie. 
Nach dem Abitur an der 2. Mittelschule Panevėžys absolvierte Šliogeris 1967 ein Diplomstudium der Chemie an der Chemiefakultät des Polytechnischen Instituts von Kaunas. Seit 1973 lehrt er Philosophie an der Philosophiefakultät der VU. Er habilitierte in Philosophie.
Arvydas Šliogeris übersetzte die Werke von Philosophen wie Karl Popper, Karl Jaspers, Martin Heidegger, Georg Wilhelm Friedrich Hegel, Arthur Schopenhauer, Friedrich Nietzsche, Hannah Arendt, Albert Camus und anderen ins Litauische. Er hielt Vorträge in Brighton, Budapest, Stockholm, Frankfurt am Main, Chicago und Dresden.
Šliogeris war Träger des litauischen Nationalpreises für Kultur und Kunst (1992).

## Werke
- Welt des Menschen und Existentisches Denken // „Žmogaus pasaulis ir egzistencinis  mąstymas“ (1985)
- Sache und Kunst //„Daiktas ir menas“ (1988)
- Sein und Welt // „Būtis ir pasaulis“ (1990)
- Stille der Transzendenz // „Transcendencijos tyla“ (1996)
- Was ist Philosophie // „Kas yra filosofija“
- Alfa ir omega
- Nichts und Sein (Wesen) // „Niekis ir esmas“ (2005).